# 浅間寺
浅間寺（せんげんじ）は、兵庫県養父市八鹿町浅間にある真言宗の寺院。

## 歴史
浅間寺は須留岐山の南麓にあり往古は法曹宗であったが、後世に真言宗に転じ、高野派に属したとされる。もともとは須留岐山の中腹にかけて30余坊を有していたが、997年(長徳3年)の大火で僧坊のほとんどを焼失してしまったと記されている。戦国時代には武将である山名氏政から浅間寺に対し、課税を免除する代わりに須留岐山城を守るように命令したとある。1691年(元禄4年)には薬師堂が建てられ、かえるまたと呼ばれる部分に二十四孝という中国の忠孝故事を伝える彫刻が彫られている。

## 文化財
- 県指定　薬師如来坐像
- 市指定　十二神将立像